# Christian Friedrich von Völkner
Christian Friedrich Völkner, nach der Nobilitierung Christian Friedrich von Völkner, in Russland Fjodor Christianowitsch Völkner, (russisch Фёдор Христианович Фелькнер; * 26. Juli 1728 in Halle; † 22. Septemberjul. / 3. Oktober 1796greg. in St. Petersburg) war ein deutscher Übersetzer und Historiker im russischen Staatsdienst. Für seine Verdienste wurde er von Katharina der Großen in den erblichen russischen Adelsstand erhoben und zum Begründer des Adelsgeschlechts von Völkner.

## Leben
Christian Friedrich Völkner war der Sohn eines Zeichners und früh verwaist. Ab dem 15. Oktober 1737 besuchte er die Latina in Halle und wurde am 7. April 1739 in die Franckeschen Stiftungen aufgenommen. Er verließ die Schule am 26. August 1742 und diente als Schreiber des russischen Botschafters Baron Johann Ludwig Luberas von Pott, wodurch er im März 1747 ohne ein Wort Russisch zu verstehen nach St. Petersburg kam. Im März 1748 fand Völkner eine Anstellung als Kopist für „deutsche Angelegenheiten“ an der Akademie der Wissenschaften. Ab Mai 1751 war er persönlicher Sekretär des Akademiepräsidenten Graf Kirill Rasumowski. Im Juni 1756 erfolgte Völkners Entlassung aus der Akademie der Wissenschaften und er wurde Translateur der Stadt Riga. Nach ein paar Jahren kehrte Völkner nach St. Petersburg zurück und trat in den Dienst des Regierenden Senats als Senatssekretär. Im September 1774 besetzte er die Stelle des Konferenzsekretärs an der Akademie der Künste bei deren neuem Direktor Andrei Sakrewski. Auf der öffentlichen Sitzung der Akademie verlas er 1776 auf Deutsch die Grußbotschaft der Kaiserin Katharina II. und auf Französisch das Privileg der Akademie. Auf Russisch hielt er 1777 eine Rede über die Erziehung und 1778 eine Rede über den Nutzen der Schönen Künste. 1785 wurde Völkner pensioniert und kehrte zwei Jahre später aus dem Ruhestand zurück um die Stelle des Inspektors der Bergschule in St. Petersburg (heute Staatliche Bergbau-Universität) zu besetzen.
Völkner war Kollegienrat (6. Rangklasse), verbunden mit dem erblichen Adel.

## Werke
Zu Völkners bekanntesten Schriften und Übersetzungen gehören:
- Nachricht von den Ajukischen Kalmücken (übersetzt aus dem Schwedischen, erschienen in Gerhard Friedrich Müllers Sammlung russischer Geschichte, Band IV, Nr. 4, 1760)[10]
- Rede bey der Beerdigung Sr. Hochwürden des Herrn Ambrosii, Erzbischofs von Moscau und Kaluga (ermordet während der Moskauer Pestrevolte); gehalten im Donschen Kloster den 4. Oktober 1771 (übersetzt aus dem Russischen, St. Petersburg, 1771); Digitalisat und Volltext in der Deutschen Digitalen Bibliothek
- Historisches Drama nach Shakespears Muster, ohne Beibehaltung der sonst üblichen Kunstregeln der Schaubühne, aus Ruriks Leben; 2. russische Ausgabe mit Anmerkungen von Generalmajor Boltin (übersetzt aus dem Russischen, St. Petersburg, 1792); Digitalisat und Volltext in der Deutschen Digitalen Bibliothek
- Skizze zur ersten und zweiten Epoche einer Geschichte der Russen (Auszüge der Einleitung sind im Allgemeinen Litterarischen Anzeiger 1796 (Nr. 41)[11] und 1797 (Nr. 72–74)[12] erschienen)

## Familie
Völkner hatte am 27. Dezember 1762jul. / 7. Januar 1763greg. in Narwa Anna Dorothea Binengraber († 1792) geheiratet. Mit ihr bekam er drei Söhne, die ihn zum Stammvater der russischen adligen Familie Völkner machten. Viele Mitglieder der Familie waren Bergbauingenieure, so auch die Enkel Friedrich von Völkner (1802–1877) und Nikolai August Wilhelm von Völkner (1817–1878).